# Otoče
Otoče – wieś w Słowenii, w gminie Radovljica. W 2018 roku liczyła 187 mieszkańców.